# Valley Grande
Valley Grande est une ville américaine située dans le comté de Dallas en Alabama.
Selon le recensement de 2010, Valley Grande compte 4 020 habitants. La municipalité s'étend sur 33,82 milles carrés (87,59 km2), dont 33,50 milles carrés (86,76 km2) de terres.

## Démographie
| 2010  | - | - | - |
| ----- | - | - | - |
| 4 020 | - | - | - |